# Championnats d'Europe de karaté 1978
Les championnats d'Europe de karaté 1978 sont des championnats internationaux de karaté qui ont eu lieu à Genève, en Suisse, en 1978. Cette édition a été la treizième des championnats d'Europe de karaté seniors organisés par la Fédération européenne de karaté chaque année depuis 1966. Un total de 186 athlètes provenant de dix-sept pays y ont participé.

## Résultats

### Épreuves individuelles
| Rang | Pays        | Karatéka      |
| ---- | ----------- | ------------- |
| 1    | Royaume-Uni | David Coulter |
| 2    | ?           | ?             |
| 3    | ?           | ?             |

| Rang | Pays        | Karatéka |
| ---- | ----------- | -------- |
| 1    | Royaume-Uni | Jerome   |
| 2    | ?           | ?        |
| 3    | ?           | ?        |

| Rang | Pays   | Karatéka        |
| ---- | ------ | --------------- |
| 1    | France | Christian Gauze |
| 2    | ?      | ?               |
| 3    | ?      | ?               |

| Rang | Pays   | Karatéka       |
| ---- | ------ | -------------- |
| 1    | France | Sylvain Renaud |
| 2    | ?      | ?              |
| 3    | ?      | ?              |

| Rang | Pays        | Karatéka          |
| ---- | ----------- | ----------------- |
| 1    | Royaume-Uni | Eugene Codrington |
| 2    | ?           | ?                 |
| 3    | ?           | ?                 |

| Rang | Pays     | Karatéka |
| ---- | -------- | -------- |
| 1    | Pays-Bas | Reeberg  |
| 2    | ?        | ?        |
| 3    | ?        | ?        |

### Épreuve par équipe
| Rang | Pays        |
| ---- | ----------- |
| 1    | Royaume-Uni |
| 2    | ?           |
| 3    | ?           |